# バチャータ・エン・フクオカ
バチャータ・エン・フクオカ（スペイン語: Bachata en Fukuoka）はフアン・ルイス・ゲラが彼のアルバム「A Son de Guerra」のために制作した最初のシングルである。このシングルはビルボードが発表するHot Latin Tracksチャートで1位を獲得し、その年に1位を獲得した2番目のバチャータ楽曲となった。

## 曲が生まれた背景

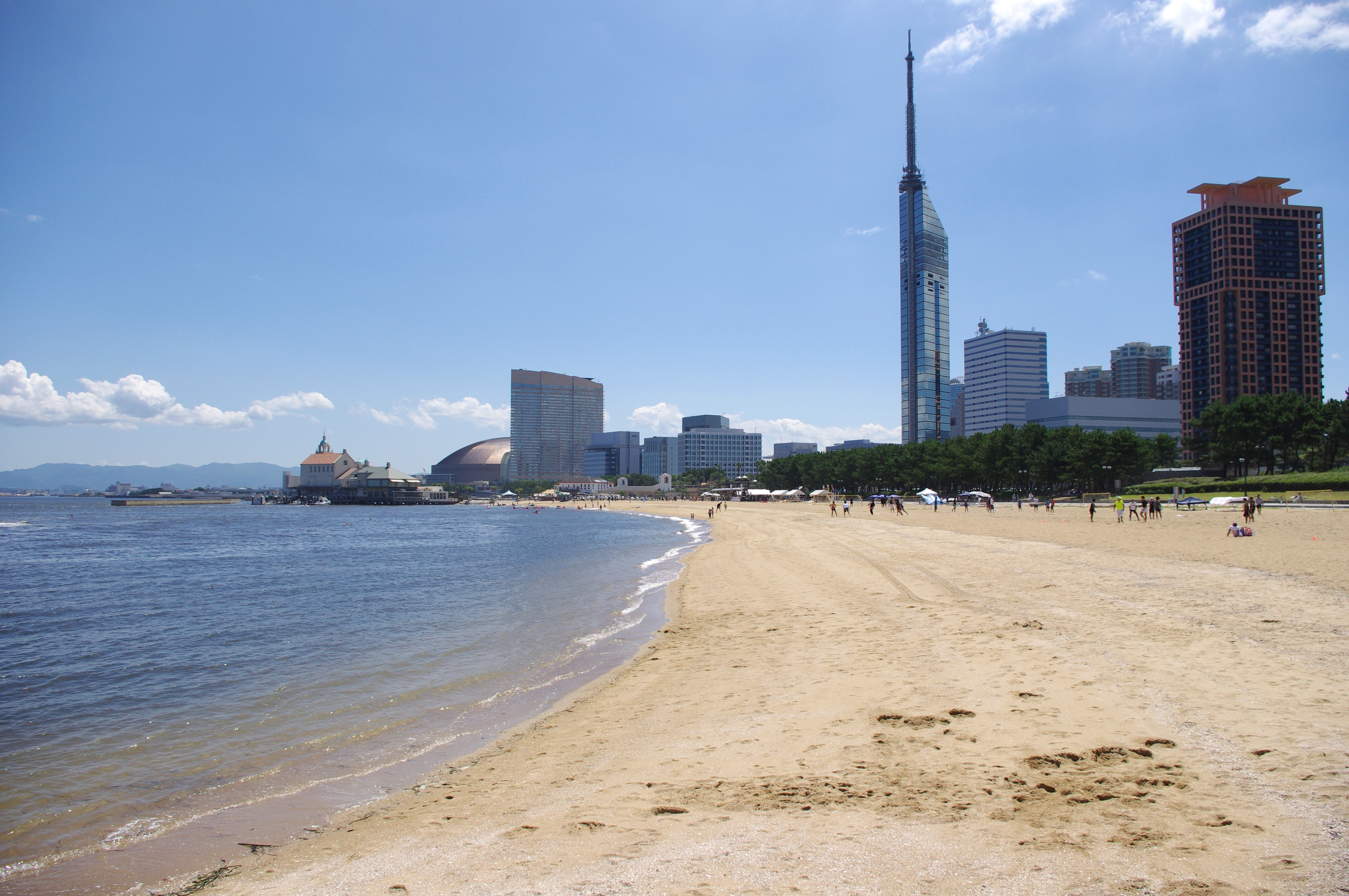
歌詞の中に登場する百道浜

「バチャータ・エン・フクオカ」はゲラが福岡市を旅行した際に彼が体験したことに基づいている。福岡でゲラは地域の人々のために演奏した。そして彼は福岡の人々がバチャータやメレンゲ、マンボを歌い、踊ることができるという事実に感銘を受けた。そして彼は、福岡にいる間にこの曲を書き上げた。

## ミュージック・ビデオ
監督はシモン・ブランドである。MVは日本人の老女が都市の側道を歩いていると、目の前に一枚の紙が落ちてくるシーンで始まる。彼女がそれを拾うとすぐにオウムガイの殻のような螺旋模様が描いてあることを認識し、そして即座にバスに乗って街を出てビーチへ向かう。バスに乗っているうちに彼女は若者に戻り、ゆっくり走るバスを降りて自転車でビーチに向かうことを決意する。彼女がついにビーチに着くと、浜辺に描かれた大きな螺旋模様の真ん中に親しみのある若い男性が立っているのを見つける。そして彼らは一緒になって情熱的なバチャータを踊り始める。始めは地面の上で、時には宙に浮かんで。MVの最後に二人は年老いた姿に戻るが、それでも二人は浜辺で踊り続けるのだった。

## チャート順位
バチャータ・エン・フクオカは2010年6月5日の週にディエゴ・トーレスの「グアパ」に代わってチャート1位を獲得した。
この曲は2010年にチャート1位を獲得した2曲目のバチャータ楽曲であった。もう一つはアベンチューラの「ディレ・アル・アモール」である。
| チャート (2010)                  | 最高位 |
| -------------------------------- | ------ |
| Billboard Bubbling Under Hot 100 | 16     |
| Billboard Hot Latin Tracks       | 1      |
| Billboard Latin Tropical Airplay | 1      |
| Billboard Latin Rhythm Songs     | 5      |
| Billboard Heatseekers Songs      | 14     |
| Billboard Radio Songs            | 73     |